# Два з торби
«Два з торби» — українська народна казка, яка згідно з класифікацією В. Я. Проппа належить до чарівних казок.

## Персонажі
- Чоловік і жінка;
- Вітер;
- Баба.

## Сюжет
Жили чоловік і жінка. Якось роздобув чоловік мішок борошна, та поки додому дійшов, налетів вітер і все борошно розвіяв. Чоловік розгнівався й пішов до вітру вимагати пояснень. Дійшов він до вітру і виклав свій позов, а той у відповідь подарував чоловікові чарівне барило, з якого розгортався величезний палац. Дорогою додому чоловік заночував у баби, яка вкрала чарівне барило, а замість нього підсунула звичайне. Після повернення додому чоловік зрозумів, що чарівне барило замінили. Повернувся він назад до вітру, який знову дав чоловіку нову річ – шматок чарівного полотна, з якого розгортлося багато столів з усілякою їжею. Дорогою назад чоловік знову заночував у хитрої баби, яка замінила чарівний згорток звичайним. І втретє чоловік повернувся до вітру. На цей раз вітер дав йому чарівну корову, з якої розгортався багатий панський двір. І знову баба його одурила й підмінила чарівну корову на звичайну. Учетверте вітер уже дав чоловікові чарівну торбу. А з торби тієї вискакували два парубки та били кожного, хто ту торбу відкривав. Заночував знову чоловік у хитрої баби. Коли та відкрила торбу, парубки вискочили й так почали її бити, що баба повернула і барило, і згорток полотна, і чарівну корову. Забрав те все чоловік, повернувся додому й стали вони з дружиною жити-поживати та добра наживати.

## Аналіз
Казка «Два з торби» має типові елементи чарівної пригодницької казки, які у своїй класифікації виділяє В. Я. Пропп:
- Проситель — персонаж, який вирушає до дарителя з проханням про допомогу. У казці «Два з торби» просителем є чоловік, у якого вітер розвіяв борошно;
- Даритель — персонаж, який дарує просителю чарівні речі, що мають допомогти у житті. У казці «Два з торби» дарителем є вітер, який розвіяв борошно;
- Чарівні дарунки — речі, які мають чарівні властивості і які даритель передає просителю. У казці «Два з торби» чарівними є: барило, з якого розгортається палац; згорток тканини, з якої розгортаються столи з їжею; корова, з якої розгортається панський двір; і торба з якої вискакують два парубки-вибивали.

Ідея казки — не варто довіряти чужим людям.

## Схожі казки
- Видимо-невидимо (українська народна казка)
- Чарівний ліхтар (словацька народна казка)